# Католицькі кардинали Галичини
У статті наведено перелік католицьких кардиналів з історичної Галичини

## Список кардиналів
| Кардинал           | Титул                                      | Герб                                                          | Роки життя | Служив з | Служив до | Папа Римський             | Конклав      |
| ------------------ | ------------------------------------------ | ------------------------------------------------------------- | ---------- | -------- | --------- | ------------------------- | ------------ |
| Альбін Дунаєвський | Кардинал-священик Сан-Віталіс              |                                                               | 1817-1894  | 1891     | 1894      | Титул з рук Лев XIII      | не було      |
| Ян Пузина          | Кардинал-пресвітер Сан-Віталіс             |                                                               | 1842-1911  | 1901     | 1911      | Титул з рук Лев XIII      | Конклав 1903 |
| Владислав Рубін    | Кардинал-пресвітер Санта-Марія-ін-Ваі-Лата |                                                               | 1917-1990  | 1979     | 1990      | Титул з рук Іван Павло II | не було      |
| Мар'ян Яворський   | Кардинал-пресвітер Сан-Сісто               | Mihi vivere Christus est Для мене життя — Христос (Фил. 1,21) | 1926-2020  | 1998     | 2020      | Титул з рук Іван Павло II |              |